# Lac Sainte-Anne du Nord
Pour les articles homonymes, voir Sainte-Anne et Lac Sainte-Anne.
Le lac Sainte-Anne du Nord est un plan d'eau douce situé dans le parc national des Grands-Jardins, au nord-est de la ville de Québec, dans le territoire non organisé de Lac-Pikauba, dans la municipalité régionale de comté de Charlevoix, dans la région administrative de la Capitale-Nationale, dans la province de Québec, au Canada. Le courant de la rivière Sainte-Anne traverse ce lac vers le sud-ouest sur sa pleine longueur.
Le bassin versant du lac Sainte-Anne du Nord est desservi par une route forestière secondaire reliée au nord à la route 381, pour les besoins de la foresterie. La sylviculture constitue la principale activité économique de cette vallée; les activités récréotouristiques, en second.
À cause de l'altitude, la surface du lac Sainte-Anne du Nord est généralement gelée de la fin novembre jusqu'au début d'avril; toutefois la circulation sécuritaire sur la glace se fait généralement du début décembre jusqu'au début d'avril.

## Géographie
Le lac Sainte-Anne du Nord est encaissée entre les montagnes dont les sommets de proximité atteignent 850 m au nord-ouest, 845 m au sud-est et 949 m au nord-est. Son embouchure est situé à:
- 4,5 km à  l'est du Lac Carré dont la décharge rejoint vers le nord la rive sud de la Petite rivière Malbaie;
- 5,7 km au sud-est d'une courbe du cours de la rivière Malbaie;
- 71,6 km au nord de la confluence de la rivière Sainte-Anne et du fleuve Saint-Laurent;
- 32,0 km au nord-ouest du centre-ville de Baie-Saint-Paul[2].

Le lac Sainte-Anne du Nord comporte une longueur de 1,5 km en forme de rectangle aux coins arrondis, une largeur maximale de 0,7 km et une altitude de 748 m. Ce lac est surtout alimenté par la décharge (venant du nord) de la rivière Sainte-Anne et par la décharge (venant de l'est) du Lac Grâce.
À partir du barrage à l'embouchure du lac Sainte-Anne du Nord, le courant descend sur 63,2 km d'abord vers le sud-ouest, le sud, puis le sud-ouest, en suivant le cours de la rivière Sainte-Anne, laquelle traverse le centre-ville de Beaupré, jusqu'à la rive nord-ouest du fleuve Saint-Laurent.

## Toponymie
Cette désignation toponymique figure sur la carte régionale numéro 3-Est, section 23 N-O, de 1943 et sur le brouillon de la carte de Saint-Urbain, 1958-12-17, item 73. L'origine du nom du lac Sainte-Anne du Nord provient de celui de la rivière qui s'appelait originellement Rivière Sainte-Anne du Nord. Cette désignation toponymique fut approuvée le 3 avril 1959 par la Commission de géographie du Québec. En 1982, le nom a été changé pour Rivière Sainte-Anne afin de refléter l'usage populaire qui omettait le point cardinal. Grand lac Sainte-Anne, Grand lac Sainte-Anne du Nord, Lac Sainte-Anne et Rivière Sainte-Anne du Nord sont les variantes de ce nom officiel.
Le toponyme « lac Sainte-Anne du Nord » a été officialisé le 5 décembre 1968 à la Banque des noms de lieux de la Commission de toponymie du Québec.